# Everybody's Got Somebody But Me
"Everybody's Got Somebody But Me" là bài hát được đồng sáng tác và thu âm bởi ca sĩ nhạc đồng quê người Mỹ Hunter Hayes.

## Bảng xếp hạng và chứng nhận

### Bảng xếp hạng hàng tuần
| Bảng xếp hạng (2013–14)              | Vị trí cao nhất |
| ------------------------------------ | --------------- |
| Canada Country (Billboard)           | 33              |
| Hoa Kỳ Billboard Hot 100             | 77              |
| Hoa Kỳ Country Airplay (Billboard)   | 15              |
| Hoa Kỳ Hot Country Songs (Billboard) | 18              |

### Bảng xếp hạng cuối năm
| Bảng xếp hạng (2014)                    | Vị trí |
| --------------------------------------- | ------ |
| Hoa Kỳ US Country Airplay (Billboard)   | 94     |
| Hoa Kỳ US Hot Country Songs (Billboard) | 84     |

### Chứng nhận
| Quốc gia                                                    | Chứng nhận | Số đơn vị/doanh số chứng nhận |
| ----------------------------------------------------------- | ---------- | ----------------------------- |
| Hoa Kỳ (RIAA)                                               | Gold       | 500.000‡                      |
| ‡ Chứng nhận dựa theo doanh số tiêu thụ và phát trực tuyến. |            |                               |